# Iosif Ciorogariu
Iosif Ciorogariu (n. 20 iunie 1872, Chișoda - d.  28 martie 1948, Chișoda) a fost un deputat în Marea Adunare Națională de la Alba Iulia, organismul legislativ reprezentativ al „tuturor românilor din Transilvania, Banat și Țara Ungurească”, cel care a adoptat hotărârea privind Unirea Transilvaniei cu România, la 1 decembrie 1918.

## Biografie
Iosif Ciorogariu a fost învățător-director în comuna Chișoda. Originar dintr-o familie de țărani bănățeni, cunoaște viața și aspirațiile sătenilor, dorința acestora de libertate națională și emancipare culturală. Își dedică, de aceea, o bună parte a vieții răspândirii științei de carte în lumea țărănimii. Timp de 44 de ani a educat generațiile de elevi din comuna natală.
După terminarea școlii primare din Chișoda, Iosif Ciorogariu urmează studiile gimnaziale la Timișoara și Lugoj, apoi Școala pedagogică din Arad, pe care o absolvă în 1892. Se stabilește în același an ca învățător la Chișoda, unde, pe lângă sarcinile didactice, desfășoară o bogată activitate culturală națională. Pune bazele unui cor românesc pe care-l conduce ani în șir, organizează serbări naționale, șezători culturale, menținând mereu vie flacăra conștiinței românești. Are un rol important în răspândirea literaturii românești, a ziarelor „Tribuna", „Drapelul", „Libertatea", „Românul", în rândurile sătenilor din Chișoda.
După Marea Unire își aduce contribuția la propășirea economică și culturală a comunei Chișoda, unde Consiliul Dirigent l-a numit director școlar. Funcționează în această calitate până în 1936, când se pensionează. Din inițiativa sa a fost ridicat un monument al eroilor din Primul Război Mondial și s-a construit Casa Națională din localitate.

## Activitatea politică
În 1907 este prezent la marea întrunire socialistă din Timișoara, organizată de secția română a P.S.D.; sprijină deschis activitatea Sindicatului agricol din Banat, organizat de socialiștii bănățeni. Activitatea sa politică nu scapă atenției autorităților austro-ungare. Odată cu declanșarea Primului Război Mondial este mobilizat și trimis pe front. Toamna anului 1918 îl află la Chișoda în fruntea luptei românilor pentru unitate națională. Sub conducerea sa, locuitorii din Chișoda formează Consiliul Național Român și Garda Națională Română, a căror activitate a condus-o, punând astfel temelia administrației românești în această localitate.
Ca deputat în Marea Adunare Națională din 1 decembrie 1918 a reprezentat ca delegat supleant al Cercului electoral Becicherecu Mic. Își aduce contribuția la aplicarea, într-un mod democratic, a Reformei Agrare din 1921. Pentru a sprijini activitatea economică se află în fruntea acțiunii de întemeiere a Casei de economii și consemnațiuni din Chișoda. Între 1937-1938 a fost primar provizoriu în această localitate.